# Teresa Camacho Badani
Teresa Camacho Badani (Cochabamba, 22 de febrero de 1984) es una bióloga, genetista e investigadora boliviana cuyo principal campo de estudio es la herpetología. Es ampliamente conocida por su trabajo con las ranas acuáticas del género Telmatobius en Bolivia, segundo país con mayor diversidad de estos animales.

## Biografía
Camacho, la menor de cinco hermanos, narra que su interés por la naturaleza y los animales, iniciado en la infancia, la llevó a estudiar biología, recuerda especialmente sus paseos al Trópico de Cochabamba y al Parque nacional Tunari. Fue durante su trabajo como auxiliar de investigación durante su etapa universitaria que se interesó por la herpetología.
Camacho Badani estudió Biología en la Universidad Mayor de San Simón, universidad pública de la ciudad de Cochabamba, posteriormente realizó una  maestría en Biología de la Conservación, en la Pontificia Universidad Católica de Ecuador gracias a una beca otorgada por la OEA.

## Trayectoria profesional
Desde 2019  es directora del Centro K´ayra de investigación y conservación de anfibios Amenazados de Bolivia en el Museo de Historia natural Alcide D´Orbigny en la ciudad de Cochabamba, este centro es hasta 2020 el único autorizado para la custodia y cría de especies de anfibios para su conservación en Bolivia.
Camacho es parte del equipo binacional que trabaja para la preservación de la rana gigante del lago Titicaca: Telmatobius culeus, poniendo en marcha el  Plan Binacional para la conservación de la rana gigante del Titicaca, firmado por los gobiernos de Perú y Bolivia en noviembre de 2018.

### La rana Romeo
En 2018  Camacho fue una de las promotoras de una campaña para financiar una expedición en busca de una hembra de la especie Telmatobius yuracare para formar la primera pareja de esta especie como parte de un plan de conservación y cría con el propósito de evitar su extinción. El equipo liderado por Camacho estuvo conformado además por  el veterinario Ricardo Zurita Urgarte, Sophia Barrón Lavayen, jefa de cría en cautiverio del Centro K’ayra; y el investigador Stephane Knoll; en enero de 2019 la expedición anunció que logró la recolección y traslado de 5 ejemplares de la especie al centro de cría.
Desde 2009, gracias al hallazgo de los biólogos Rodrigo Aguayo y Oliver Quinteros, se contaba con un ejemplar macho de la rana de Sehuencas, el único de su especie, pero esto era insuficiente para garantizar su preservación de manera que se inició una campaña de recolección de fondos para financiar una expedición al bosque nuboso boliviano en el Parque nacional Carrasco. La imagen de la campaña fue el ejemplar que desde ese momento fue bautizado como Romeo. La campaña se realizó en 2018 bajo la etiqueta #Match4Romeo y fue apoyada por la Global Wildlife Conservation, se creó un perfil en la app de citas match buscando conseguir el monto de 15.000 dólares, finalmente se logró un monto cercano a los 25.000 con el que pudo financiarse el trabajo. Tras el hallazgo de nuevos ejemplares se eligió una hembra, desde entonces llamada Julieta para promover el apareamiento y seguir con el plan de conservación de la especie, Camacho narra que Julieta fue hallada cerca de una cascada de agua el 8 de diciembre de 2018.

### La rana gigante del lago Titicaca
Como parte del equipo del Centro K‘ayra de Investigación y Conservación de Anfibios Amenazados de Bolivia, Camacho  trabaja para la conservación de la rana gigante del lago Titicaca, un anuro amenazado por la contaminación y la explotación ilegal.

## Premios y reconocimientos
En 2019 recibió el premio Amphibian Survival Alliance
y  el mismo año la distinción Manuela Gandarilla al Mérito Ecológico, otorgado por el concejo Municipal de la ciudad de Cochabamba En 2020, como parte del Centro de conservación K‘ayra, fue nombrada, junto al equipo conformado  por Ricardo Zurita y Sophia Barrón, como heroína de la conservación por la Disney Conservation Fund.